# 君權神授說
君權神授說，或作天授君權說，君權神授（英語：Divine right of kings），是古代君主為了鞏固自己的权力而出現的一種理論，即指自己是天命派遣，於凡間管治世人，是神在人間的代表，作為人民只可遵從君主的指示去做，不能反抗。君權神授說與宗教有一定的聯繫，而且這個說法在世界各地都曾出現過，但在啟蒙時代後，人們思想開始由宗教指導中釋放出來，使這個說法的相信者變得越來越少。

## 中國
早在夏商周三代的君主已提倡自己與天神有關，是由神賜天命，使他們統治天下的。例如湯在討伐夏朝桀時曾說：「格爾眾庶，悉聽朕言。非台小子，敢行稱亂！有夏多罪，天命殛之......予惟聞汝眾言；夏氏有罪，予畏上帝，不敢不正......爾尚輔予一人，致天之罰，予其大賚汝。」出自《尚書·商書·湯誓》。藉此替天行道，增加統治的合理性。當時的君主亦要代人民向天進行祭祀，以示自己是天神派來統治大地的，而當時的統治者稱天子亦是這個原因。而由秦始皇的玉璽上刻有“受命於天，既壽永昌”亦可看出中國帝制社會君主視自己的权力由上天所賜。
《尚書·周書·召誥》中記載著周公論及周興商亡的始末，周公認為商纣王失道而周室獲得天命，以有德取代無德。上天把天子賜給下界，而由天子去行使天命，即所謂的「明德」，敗德失道則會失去天子位。
汉朝的董仲舒提出天人感应，认为君主是上天选择的；和君權神授不同，如果君主有过失，上天会降罪甚至令統治者衰弱滅亡，把君權轉讓上天支持的對象。明清兩朝皇帝於天壇祭天亦是這個原因。

## 埃及
古埃及法老稱自己是天神的兒子，被認為是天神的化身，故其並在死後住入金字塔以通天。

## 古希臘及古羅馬
古希臘和羅馬因為有共和國，或者的日耳曼人和凱爾特人某些地方仍然是部落社會，所以即使在君主制城邦，一直有人抗拒視領袖為神的化身，但在後來為了抗衡外敵而出現了統一的國家和強大的君主，由亞歷山大大帝起便以神的化身自居。
更後由羅馬帝國確立了皇帝是神的地上代表的思想，而為了和羅馬和匈人抗衡，古日耳曼人也開始成立了以奧丁的後代或化身的人為王的國家。

## 歐洲
歐洲各國百姓以基督宗教為依歸，因此獲得權力的君主必須與教宗合作，使其臣民相信其權力來自上帝。但自英國光榮革命與法國大革命後，人們已不相信這說法。在宗教改革早期，馬丁·路德某程度上對此有認同；但是現今大部份新教教派也反對君權神授，這可能是因為他們本身支持政教分離的立場。最早反對君權神授的新教宗派是再洗禮派。
1598年，蘇格蘭國王斯圖亞特王朝詹姆斯六世（後來兼任英格蘭國王）撰寫《自由君主制的真正法則》及《國王的天賦能力》，闡述了君權神授思想。

## 日本
天皇常以神道教總神官姿態現身，被稱為天照大神的嫡系子孫，是天神在世間化身，有名無姓，只能根據血統(來自神的血緣)繼承皇位。日本「祭政合一」的統治模式具體表現在天皇一身，皇位被賦予了神權，確立在牢固的神權基礎上。但實際上在幕府時代喪失了實權成為擺設；明治維新時為了建立統一之日本國家的政治需要，天皇的神聖地位再度被強調，並形諸大日本帝國憲法體制，第二次世界大戰日本投降後，裕仁天皇發表《人間宣言》，將天皇定位為一個普通人，否定了其神聖的身份，並開始進行公開訪問、接觸平民百姓。儘管如此，天皇仍受到日本民眾景仰，是日本全體國民的象徵，有名無姓的的傳統也沒有改變，持續延續，天皇仍有神道教的象徵意義。

## 希伯來
古猶太人的以色列，雖然自古有先知但一神教模式未確立，族長並未壟斷對上帝的理解和同期有眾多先知，在大衛王統一猶太人各部族後，以先知兼君主自居和形成統一的猶太教和在聖殿山建立神殿。

## 美洲
在今日的秘魯和哥倫比亞的古印加帝國君主，被稱為獨一無二的薩帕·印卡外，還有“因蒂普·丘林”（太陽之子）的尊號，征服鄰近的部落後使用奴隸建造其太陽神廟。

## 中東
中世紀伊斯蘭教興起後，一般的自由部落都被吞併到阿拉伯帝國的政教合一去，雖日後帝國衰落了，但按先知的繼承人哈里發制度仍在，並蘇丹冊立時需要其授權，更後鄂圖曼帝國又以君主兼任哈里發的地位，重新賦予了哈里發實權。直到鄂圖曼帝國滅亡哈里發制度才被正式地廢除，但現時中東各國中仍然常有人接受神權這套的，如沙地阿拉伯等，新世紀更有伊斯蘭國首領自稱哈里發。

### 引用
1. ↑  我不可不監于有夏，亦不可不監于有殷。我不敢知曰，有夏服天命，惟有歷年；我不敢知曰，不其延。惟不敬厥德，乃早墜厥命。我不敢知曰，有殷受天命，惟有歷年；我不敢知曰，不其延。惟不敬厥德，乃早墜厥命。今王嗣受厥命，我亦惟茲二國命，嗣若功。
2. ↑  . talk.ifeng.com.   [2019-06-26]. （原始内容存档于2020-11-24）.
3. ↑  . zh.wikisource.org.   [2019-06-26]. （原始内容存档于2021-01-15）.